# Federación eslovena de baloncesto
La KZS (por sus siglas en esloveno Košarkarska Zveza Slovenije) es el organismo que rige las competiciones de clubes y la Selección nacional de Eslovenia. Pertenece a la asociación continental FIBA Europa.

## Registros
- 120 Clubes Registrados
- 1210 Jugadoras Autorizadas
- 5656 Jugadores Autorizados